# Ungdom med uppgift
Ungdom med uppgift (engelska: Youth With A Mission, YWAM) är en kristen missionsorganisation, grundad år 1960 i USA av Loren Cunningham, som sänder ut ungdomar i mission. Den är en ideell organisation, utan någon koppling till ett enskilt kristet samfund, och alla arbetar där utan lön (även högsta ledningen).
Youth With A Mission har verksamhet i över 130 länder. Missionsrörelsen arbetar helt ideellt med att låta ungdomar lära sig mer om den kristna tron, de vill visa på Jesus som en personlig Frälsare och vill mobilisera, träna och utrusta troende ungdomar till att hjälpa till i uppgiften att fullfölja Guds missionsbefallning. Enligt denna rörelse är vi alla kallade av Gud till att älska, lyda och tillbe Herren, älska och betjäna den kristna församlingen samt att berätta om evangeliet för alla i världen.
Verksamheten i Sverige etablerades 1974 och organisationen har sedan 1979 Restenäs nära Ljungskile som bas.

## Grundande
Loren Cunningham från Taft, Kalifornien, fick som trettonårig en uppenbarelse att blivit kallad av Gud till att predika, kanske till och med missionera. En ny uppenbarelse upplevde han 1956 vid en vistelse på Bahamas med tre vänner.   Denna vision ledde till att fyra år senare, 1960, grundades Youth With A Mission.

## Verksamhet
- Utbildning. Organisationen har egna universitet University of the Nations (U of N). Skolorna kombinerar undervisningen med lärjungaträning och praktiskt arbete. Disciples Training School (DTS) är organisationens lärjungaskola.[5]

- Evangelisation. För att nå ut till olika människor arbetar missionsrörelsen med lokala församlingar samt grundar nya församlingar på de platser där det inte har funnits några.[6]

- Barmhärtighetstjänst. För att på ett praktiskt sätt uttrycka Guds kärlek till fattiga och behövande gör organisationen olika saker som att ta hand om gatubarn i Sydamerika, ge förnödenheter åt flyktingar i Afrika och Asien till att hjälpa till med drogrehabilitering i Nordamerika och Europa. ”Att visa barmhärtighet är att vara ’Guds händer och fötter’ i en lidande värld”.[7]

## Sverige
I Sverige finns organisationen på sex platser: Restenäs, Holsbybrunn i Småland, Borlänge, Stockholm, Linköping, Vilhelmina och Malmö. Störst verksamhet finns i Restenäs. Tillsammans med lokala församlingar utbildas där blivande missionärer.  
Missionsarbetet är framför allt inriktat på Himalayaområdet (Buthan, Nepal, Tibet och norra Indien), Thailand, Kambodja, Turkiet, Nordkorea, Somalia/Etiopien, norra Kaukasus samt Kina.